# Arma Blanca
|  | Aquest article tracta sobre el grup musical. Si cerqueu arma convencional dotada de fulla amb tall, vegeu «arma blanca». |

Arma Blanca és un grup de música rap d'Elda (província d'Alacant). Format per tres MC: Lom-C, Madnass i Dash i el discjòquei Joaking. Dins de Kosmopolis presentaran temes del seu disc R-evolución. Les lletres han estat pensades fins al detall i estan plenes de missatge, i han comptat amb la col·laboració d'altres artistes com Odisea, Papi Chavez, Nach, El Puto Largo i Dlux, els quals hi han deixat la seva empremta particular. Les produccions van anar a càrrec de Núcleo i El Bardo, que van ajustar els gustos del grup a les bases.

## Discografia[2]
- "La Misión" – (Maqueta) (2003)
- "Reflexión bajo un flexo" – (Maxi) (2003)
- "R-Evolución" – (LP) (Boa Music, 2004)
- "Autodidactas" – (LP) (Boa Music, 2007)
- "Inmortales" – (LP) (Tiamat Records, 2019)